# Текоматлан
Текоматлан (исп. Tecomatlán) — муниципалитет в Мексике, входит в штат Пуэбла.

## История
Город основан в 1917 году.